# DIG UP!
『DIG UP!』（ディグ・アップ）は、2023年4月3日からJ-WAVEで放送されているラジオ番組。
J-WAVEおすすめのライブやイベントの情報を伝えているミニ番組で、毎週月曜 - 木曜 18:50 - 19:00（日本標準時）に放送。

## ナビゲーター
以下の6人が週替わりで担当。
- 鮎貝健
- 栄倉麻桍
- 福ノ上達也
- 藤田琢己
- 宮本絢子
- 山中タイキ